# Lincoln Dixon

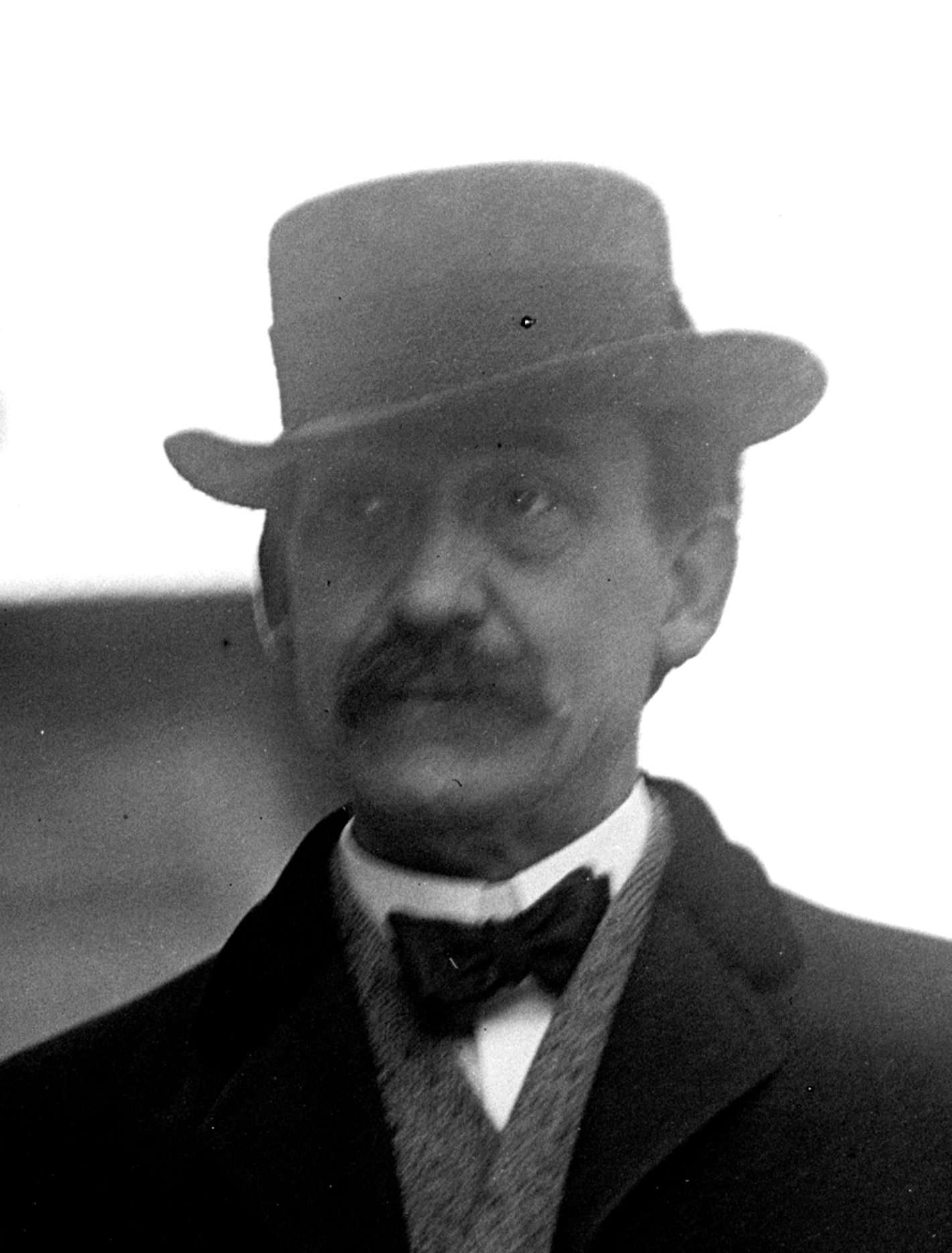
Lincoln Dixon (1911)

Lincoln Dixon (* 9. Februar 1860 in Vernon, Jennings County, Indiana; † 16. September 1932 in Lyndon, Kentucky) war ein US-amerikanischer Politiker. Zwischen 1905 und 1919 vertrat er den Bundesstaat Indiana im US-Repräsentantenhaus.

## Werdegang
Lincoln Dixon besuchte die Vernon Academy und studierte danach bis 1880 an der Indiana University Bloomington. Im Jahr 1881 arbeitete er für das US-Innenministerium in Washington; danach kehrte er nach Vernon zurück. Nach einem anschließenden Jurastudium und seiner im Jahr 1882 erfolgten Zulassung als Rechtsanwalt begann er in diesem Beruf zu arbeiten. Im Jahr 1883 war er bei der Verwaltung des Repräsentantenhauses von Indiana angestellt. Zwischen 1884 und 1894 war Dixon Staatsanwalt im sechsten Gerichtsbezirk seines Staates.
Politisch war er Mitglied der Demokratischen Partei. Zwischen 1897 und 1904 sowie nochmals von 1920 bis 1927 gehörte er deren Vorstand auf Staatsebene an. Bei den Kongresswahlen des Jahres 1904 wurde Dixon im vierten Wahlbezirk von Indiana in das US-Repräsentantenhaus in Washington gewählt, wo er am 4. März 1905 die Nachfolge von Francis M. Griffith antrat. Nach sechs Wiederwahlen konnte er bis zum 3. März 1919 sieben Legislaturperioden im Kongress absolvieren. In diese Zeit fiel der Erste Weltkrieg. Im Jahr 1913 wurden der 16. und der 17. Verfassungszusatz ratifiziert. 1918 unterlag Lincoln Dixon dem Republikaner John S. Benham.
Nach seinem Ausscheiden aus dem US-Repräsentantenhaus praktizierte er wieder als Anwalt. In den Jahren 1920 und 1924 war er Delegierter zu den Democratic National Conventions. Von 1927 bis 1930 und ab 1931 bis zu seinem Tod war Dixon Mitglied der Bundeszollkommission. Er starb am 16. September 1932 während eines Besuchs in Kentucky und wurde in Vernon beigesetzt.